# Ayyalur
Ayyalur es una ciudad y nagar Panchayat situada en el distrito de Dindigul en el estado de Tamil Nadu (India). Su población es de 17100 habitantes (2011). Se encuentra a 20 km de Dindigul.

## Demografía
Según el censo de 2011 la población de Ayyalur era de 17100 habitantes, de los cuales 8555 eran hombres y 8545 eran mujeres. Ayyalur tiene una tasa media de alfabetización del 61,64%, inferior a la media estatal del 80,09%: la alfabetización masculina es del 71,13%, y la alfabetización femenina del 52,19%.